# Роббіо
Роббіо (італ. Robbio) — муніципалітет в Італії, у регіоні Ломбардія, провінція Павія.
Роббіо розташоване на відстані близько 490 км на північний захід від Рима, 50 км на південний захід від Мілана, 45 км на захід від Павії.
Населення — 6007 осіб (2014).

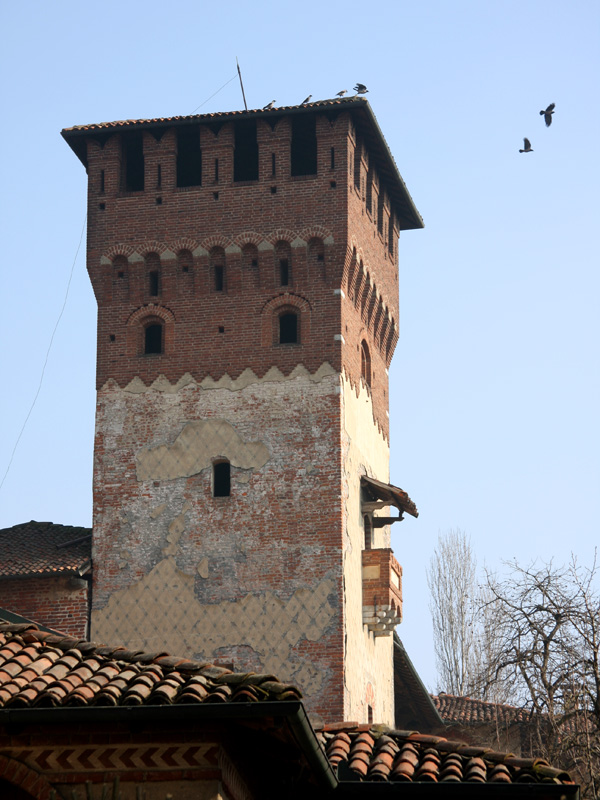

Щорічний фестиваль відбувається першої неділі вересня. Покровитель — Madonna del Rosario.

## Демографія
Населення за роками:

Станом на 1 січня 2023 року в муніципалітеті офіційно проживало 435 іноземців з 36 країн, серед них 102 громадяни країн Євросоюзу та 18 громадян України.

## Уродженці
- Сільвіо Піола (*1913 — †1996) — відомий у минулому італійський футболіст, нападник, згодом — футбольний тренер.

## Сусідні муніципалітети
- Борголавеццаро
- Кастельноветто
- Конфієнца
- Нікорво
- Палестро
- Розаско
- Весполате